# Parrano
Parrano là một đô thị ở tỉnh Terni trong vùng Umbria của Ý, có cự ly khoảng 35 km về phía tây nam của Perugia và khoảng 50 km về phía tây bắc của Terni. Tại thời điểm ngày 31 tháng 12 năm 2004, đô thị này có dân số 589 người và diện tích là 39.9 km².
Đô thịParrano có các frazioni (đơn vị trực thuộc, chủ yếu là các làng) Cantone, Frattaguidavà Pievelunga.
Parrano giáp các đô thị: Ficulle, Montegabbione, San Venanzo.